# Phát trực tuyến
Phát trực tuyến, hay còn gọi đầy đủ là truyền phát trực tuyến (tiếng Anh: streaming) là kỹ thuật cho phép thực hiện liên tục quá trình chuẩn bị và phát những nội dung đa phương tiện (video, audio, trò chơi điện tử,...) đến người dùng trong khi quá trình truyền phát nội dung đa phương tiện vẫn đang diễn ra. Với phát trực tuyến thì người dùng không cần phải tải về những nội dung mình muốn xem, thay vào đó là họ sẽ được sử dụng file nén của tệp được chia nhỏ từng phần để sử dụng. Cụ thể hơn, trong khi người dùng xem tệp nén phần trước thì phần sau sẽ được tải về/chuẩn bị cùng lúc và sẵn sàng cho đến khi họ chuyển qua phần mới. Trong quá trình này, người dùng hoàn toàn có thể thực hiện những tác vụ tương tự như offline như: quay nhanh, quay chậm, tạm dừng, chuyển sang nội dung tiếp theo.

## Khái niệm
Phương tiện truyền phát trực tiếp là các phương tiện được cung cấp bởi những nhà cung cấp mà thông qua đó liên tục có sự nhận và trình bày những nội dung tới những người dùng cuối. Động từ "truyền phát" đề cập đến quá trình phân phối hoặc thu nhận nội dung theo cách này; thuật ngữ này đề cập đến phương thức phân phối của nội dung, và nó cũng là một phương án thay thế cho việc tải xuống tệp, một quá trình trong đó người dùng cuối có được toàn bộ tệp cho nội dung trước khi xem hoặc nghe.
Người dùng cuối có thể sử dụng trình phát trực tiếp của họ để bắt đầu phát video kỹ thuật số hoặc nội dung âm thanh kỹ thuật số trước khi toàn bộ tệp được truyền đi. Phương pháp này phân biệt với các phương tiện được áp dụng cụ thể cho các mạng viễn thông, vì hầu hết các hệ thống phân phối đều là truyền phát trực tiếp (ví dụ: radio, truyền hình, ứng dụng phát trực tiếp) hoặc vốn không phát trực tiếp (ví dụ: sách, băng video, CD âm thanh). Ví dụ, vào những năm 1930, nhạc phát ở những nơi công cộng là một trong những nhạc phổ biến sớm nhất có sẵn dưới dạng phương tiện truyền phát trực tiếp; ngày nay truyền hình Internet là một hình thức truyền phát trực tiếp phổ biến.
Truyền phát trực tiếp là việc truyền tải nội dung qua Internet theo thời gian thực giống như khi truyền hình trực tiếp phát nội dung qua sóng truyền hình. Truyền phát trực tiếp qua internet yêu cầu một bộ các phương tiện (ví dụ: máy quay video, giao diện âm thanh, phần mềm chụp màn hình), bộ mã hóa để số hóa nội dung, nhà xuất bản nội dung và mạng lưới phân phối nội dung. Phát trực tiếp không cần phải được ghi lại tại điểm khởi đầu, mặc dù nó thường xuyên là như vậy.
Có những thách thức với nội dung phát trực tiếp trên Internet. Ví dụ: người dùng có kết nối Internet thiếu băng thông (mạng yếu) đủ có thể gặp phải tình trạng dừng, chậm trong quá trình xem nội dung. Và người dùng thiếu hệ thống phần cứng hoặc phần mềm tương thích có thể không thể truyền phát một số nội dung nhất định.
Một số dịch vụ phát trực tiếp phổ biến như Netflix, Hulu, Prime Video, trang web chia sẻ video như YouTube và các trang web khác phát trực tiếp phim và chương trình truyền hình; Apple Music và Spotify, phát trực tiếp nhạc; và các trang web phát trực tiếp trò chơi video như Mixer và Twitch.

## Lịch sử
Trong đầu những năm 1920, George Owen Squier đã được cấp bằng sáng chế cho một hệ thống truyền tải và phân phối các tín hiệu qua đường dây điện. Đây là cơ sở kỹ thuật cho những gì sau này sẽ trở thành Muzak, một công nghệ stream âm nhạc liên tục cho các khách hàng thương mại mà không cần sử dụng đài thu thanh.
Đã có nhiều nỗ lực để hiển thị các tập tin truyền thông trên các máy tính từ những ngày đầu tiên của nền công nghiệp máy tính vào giữa thế kỷ 20. Tuy nhiên, chỉ có một ít công việc vận hành được thực hiện qua nhiều thập kỷ, chủ yếu là do chi phí cao và khả năng hạn chế về phần cứng máy tính. Từ cuối những năm 1980 tới xuyên suốt thập niên 1990, máy tính cá nhân bắt đầu trở nên mạnh mẽ, đủ để hiển thị các tập tin truyền thông khác nhau. Và các vấn đề kỹ thuật chủ yếu liên quan đến stream là:
- CPU và băng thông mainboard đủ mạnh để hỗ trợ tốc độ các dữ liệu yêu cầu.
- Tạo các đường dẫn đứt đoạn có độ trễ thấp trong hệ điều hành nhằm tránh khỏi lỗi thiếu bộ đệm.

Tuy nhiên, các mạng máy tính vẫn hạn chế, cả về mạng lưới, đường truyền, băng thông,... Việc hiển thị các tập tin truyền thông được thực hiện bằng cách bằng cách tải về một tập tin kỹ thuật số từ một máy chủ từ xa và sau đó lưu nó vào một ổ đĩa cứng trên máy tính của người dùng cuối hoặc lưu trữ nó làm một tập tin kỹ thuật số và phát lại từ đĩa CD-ROM.

## Ghi âm
Nội dung được phát trực tiếp có thể được ghi lại thông qua một số trình phát nhất định như trình phát VLC hoặc thông qua việc sử dụng trình ghi lại màn hình. Các nền tảng phát trực tiếp như Twitch cũng có thể kết hợp một video theo hệ thống theo yêu cầu cho phép tự động ghi lại các chương trình phát sóng trực tiếp để có thể xem chúng sau này. Trang web nổi tiếng, YouTube cũng có các bản ghi phát sóng trực tiếp, bao gồm các chương trình truyền hình được phát sóng trên các mạng lớn. Những luồng này có khả năng được ghi lại bởi bất kỳ ai có quyền truy cập vào chúng, cho dù là hợp pháp hay không.

## Bản quyền
Truyền nội dung có bản quyền có thể liên quan đến việc tạo ra các bản sao vi phạm của các tác phẩm được đề cập. Việc ghi lại và phân phối nội dung truyền phát cũng là một vấn đề đối với nhiều công ty mà doanh thu của họ dựa trên lượt xem hoặc tham dự.

## Công dụng của phương tiện truyền phát trực tiếp đối với công chúng
Những tiến bộ trong mạng máy tính, kết hợp với những chiếc máy tính mới với hiệu suất lớn trong các hộ gia đình và hệ điều hành hiện đại, khiến phương tiện truyền thông trực tiếp trở nên thiết thực và phổ biến hơn cho người dùng. Sự gia tăng nhu cầu của người tiêu dùng về truyền phát nội dung độ phân giải cao (HD) đã khiến ngành công nghiệp phát triển một số công nghệ như WirelessHD hoặc ITU-T G.hn, được tối ưu hóa để truyền phát nội dung HD mà không buộc người dùng phải cài đặt cáp mạng mới. Năm 1996, nhà tiên phong kỹ thuật số Marc Scarpa đã sản xuất chương trình phát sóng trực tiếp quy mô lớn, trực tiếp đầu tiên trong lịch sử, Buổi hòa nhạc tự do Tây Tạng do Adam Yauch dẫn đầu, một sự kiện xác định định dạng phát sóng thay đổi xã hội. Scarpa tiếp tục tiên phong trong thế giới truyền phát trực tiếp với các dự án như Woodstock '99, Townhall với Tổng thống Clinton và gần đây là chiến dịch của Covered CA "Tell a Friend Get Covered" được phát trực tiếp trên YouTube.
Một luồng phương tiện truyền phát có thể được truyền phát "trực tiếp" hoặc "theo yêu cầu". Luồng trực tiếp thường được cung cấp bởi một phương tiện gọi là "truyền phát thực". Truyền phát trực tiếp sẽ gửi thông tin thẳng đến máy tính hoặc thiết bị mà không lưu tệp vào đĩa cứng. Truyền phát theo yêu cầu được cung cấp bởi một phương tiện gọi là truyền phát liên tục. Truyền phát liên tục lưu tệp vào đĩa cứng và sau đó được phát từ vị trí đó. Các luồng theo yêu cầu thường được lưu vào đĩa cứng và máy chủ trong thời gian dài; trong khi các luồng trực tiếp chỉ khả dụng tại một thời điểm duy nhất (ví dụ: truyền phát trực tiếp trong trò chơi bóng đá,...). Truyền phát trực tiếp đang ngày càng được kết hợp chung với việc sử dụng phương tiện truyền thông xã hội. Ví dụ: các trang web như YouTube khuyến khích sự tương tác xã hội trong webcast thông qua các tính năng như trò chuyện trực tiếp, khảo sát trực tiếp, người dùng đăng bình luận trực tiếp và hơn thế nữa. Hơn nữa, phương tiện truyền phát trực tiếp đang ngày càng được sử dụng cho hình thức kinh doanh mạng xã hội và hay học tập trực tiếp. Do sự phổ biến của phương tiện truyền phát trực tiếp, nhiều nhà phát triển đã giới thiệu các ứng dụng phát trực tiếp phim HD miễn phí cho những người sử dụng các thiết bị nhỏ hơn như máy tính bảng và điện thoại thông minh cho các mục đích hàng ngày.

### Chuyển đổi từ DVD sang xem phim trực tiếp
Một trong những tác động lớn nhất của ngành công nghiệp phát trực tiếp phim là đối với ngành công nghiệp DVD, đã đáp ứng hiệu quả sự kế thừa của nó với việc phổ biến rộng rãi nội dung trực tiếp. Sự gia tăng của các phương tiện truyền phát trực tiếp đã gây ra làn sóng mới cho người dùng dẫn tới sự sụp đổ của nhiều công ty cung cấp DVD, là khởi đầu cho sự biến mất của ngành công nghiệp DVD này.

### Khởi nguồn của âm nhạc trực tiếp: Napster
Truyền phát nhạc là một trong những cách phổ biến nhất mà người tiêu dùng tương tác với truyền phát trực tiếp. Trong thời đại số hóa, việc tiêu thụ âm nhạc tư nhân chuyển thành hàng hóa công cộng phần lớn là do một cái tên mới trên thị trường: Napster.
Napster, một mạng chia sẻ tệp peer-to-peer (P2P) nơi người dùng có thể tải lên và tải xuống các tệp MP3 một cách tự do, đã phá vỡ mọi quy ước của ngành công nghiệp âm nhạc khi nó ra mắt vào đầu năm 1999 từ Hull, Massachusetts. Nền tảng này được phát triển bởi Shawn và John Fanning cũng như Sean Parker. Trong một cuộc phỏng vấn từ năm 2009, Shawn Fanning đã giải thích rằng Napster "là thứ gì đó đến với tôi do kết quả của việc nhìn thấy một nhu cầu không được đáp ứng và niềm đam mê của mọi người là có thể tìm thấy tất cả âm nhạc này, đặc biệt là rất nhiều thứ tối nghĩa đó sẽ không phải là thứ bạn đến một cửa hàng băng đĩa và mua hàng, vì vậy nó cảm thấy như một vấn đề đáng để giải quyết. " 
Sự phát triển này không chỉ phá vỡ ngành công nghiệp âm nhạc bằng cách tạo ra các bài hát phải yêu cầu thanh toán trước đây để có thể truy cập mà giờ lại có thể tự do truy cập cho bất kỳ người dùng Napster nào, nó đã chứng minh sức mạnh của mạng P2P trong việc biến bất kỳ tệp kỹ thuật số nào thành hàng hóa công khai, có thể chia sẻ. Napster, giống như hầu hết các nhà cung cấp hàng hóa công cộng khác, phải đối mặt với vấn đề đi xe miễn phí. Mọi người dùng đều có lợi khi một cá nhân tải lên một tệp MP3, nhưng không có yêu cầu hoặc cơ chế nào buộc tất cả người dùng chia sẻ nhạc của họ. Do đó, người dùng Napster được khuyến khích cho phép người khác tải lên nhạc mà không chia sẻ bất kỳ tệp nào của họ.
Mô hình này đã cách mạng hóa nhận thức của người tiêu dùng về quyền sở hữu đối với hàng hóa kỹ thuật số - nó làm cho âm nhạc có thể sao chép tự do. Napster nhanh chóng thu hút hàng triệu người dùng, phát triển nhanh hơn bất kỳ doanh nghiệp nào khác trong lịch sử. Ở đỉnh cao của sự tồn tại, Napster tự hào với khoảng 80 triệu người dùng trên toàn cầu. Trang web đã đạt được lưu lượng truy cập lớn đến mức nhiều trường đại học phải chặn truy cập vào Napster vì nó tạo ra tắc nghẽn mạng từ rất nhiều sinh viên chia sẻ tệp nhạc.
Sự ra đời của Napster đã châm ngòi cho việc tạo ra nhiều trang web P2P khác bao gồm LimeWire (2000), BitTorrent (2001) và Pirate Bay (2003). Sự thống trị của các mạng P2P là ngắn ngủi. Người đầu tiên ngã xuống là Napster vào năm 2001. Nhiều vụ kiện đã được đệ trình chống lại Napster bởi nhiều hãng thu âm khác nhau, tất cả đều là các công ty con của Universal Music Group, Sony Music Entertainment, Warner Music Group hoặc EMI. Ngoài ra, Hiệp hội Công nghiệp ghi âm Mỹ (RIAA) cũng đã đệ đơn kiện Napster với lý do phân phối trái phép các tài liệu có bản quyền, cuối cùng đã khiến Napster ngừng hoạt động vào năm 2001. Trong một cuộc phỏng vấn với Gary Stiffelman, người đại diện cho Eminem, Aerosmith và TLC, ông giải thích tại sao Napster là một vấn đề đối với các hãng thu âm: mất doanh thu.

### Nền tảng truyền phát nhạc trực tiếp
Mặc dù truyền phát nhạc không còn là hàng hóa công cộng có thể sao chép tự do, các nền tảng phát trực tiếp như Spotify, Deezer, Apple Music, SoundCloud và Prime Music đã chuyển luồng phát nhạc sang loại hàng hóa nhóm. Trong khi một số nền tảng, đặc biệt là Spotify, cung cấp cho khách hàng quyền truy cập vào dịch vụ freemium cho phép sử dụng nhưng với sự hạn chế tính năng đồng thời tiếp xúc với quảng cáo, hầu hết các công ty đều hoạt động theo mô hình kinh doanh này. Điều này yêu cầu người dùng một khoản chi phí phải bỏ ra hàng tháng để truy cập vào thư viện nhạc và trải nghiệm các nền tảng phát nhạc này một cách hoàn thiện nhất.
Các nền tảng phát nhạc đã phát triển nhanh chóng phổ biến trong những năm gần đây. Spotify có hơn 207 triệu người dùng, tính đến ngày 1 tháng 1 năm 2019, tại 78 quốc gia khác nhau, Apple Music có khoảng 60 triệu và SoundCloud có 175 triệu. Tất cả các nền tảng cung cấp mức độ tiếp cận khác nhau. Apple Music và Prime Music chỉ cung cấp dịch vụ của họ cho các thuê bao trả phí, trong khi Spotify và SoundCloud cung cấp các dịch vụ cao cấp và miễn phí. Napster, thuộc sở hữu của Rhapsody từ năm 2011, đã xuất hiện trở lại như một nền tảng phát nhạc cung cấp dịch vụ dựa trên thuê bao cho hơn 4,5 triệu người dùng vào tháng 1 năm 2017. Khi các nhà cung cấp nền tảng phát nhạc đã tăng lên và cạnh tranh nhiều hơn đã đẩy giá thuê bao xuống, tỷ lệ vi phạm bản quyền âm nhạc cũng giảm theo.
Phản ứng của ngành công nghiệp âm nhạc đối với phát nhạc trực tiếp ban đầu là tiêu cực. Cùng với vi phạm bản quyền âm nhạc, các dịch vụ phát trực tiếp đã phá vỡ thị trường và góp phần làm giảm doanh thu từ 14,6 tỷ đô la doanh thu năm 1999 xuống còn 6,3 tỷ đô la trong năm 2009 cho các bản tải xuống CD và một bản nhạc của Hoa Kỳ không bán được vì nội dung có sẵn trên Internet. Kết quả là các hãng thu âm đã đầu tư nhiều hơn vào các nghệ sĩ "an toàn" (nổi tiếng và được nhiều người theo dõi, đón nhận). Tuy nhiên, năm 2018, doanh thu phát trực tiếp nhạc vượt quá doanh thu truyền thống (ví dụ: doanh thu kỷ lục, doanh số album, lượt tải xuống). Chỉ riêng năm 2017 đã chứng kiến doanh thu phát trực tiếp tăng 41,1% và doanh thu chung tăng 8,1%. Doanh thu phát trực tiếp là một trong những động lực lớn nhất đằng sau sự tăng trưởng trong ngành công nghiệp âm nhạc. Trong một cuộc phỏng vấn, Jonathan Dworkin, phó chủ tịch cấp cao về chiến lược và phát triển kinh doanh tại Universal, nói rằng "chúng ta không thể sợ sự thay đổi một cách mãi mãi, bởi vì sự năng động đó vẫn đang thúc đẩy sự tăng trưởng."

## Băng thông và lưu trữ
Nên sử dụng tốc độ băng thông rộng từ 2 Mbit / giây trở lên để phát trực tiếp video độ phân giải tiêu chuẩn mà không gặp phải tình trạng đệm hoặc bỏ qua, đặc biệt là video trực tiếp, ví dụ như với Roku, Apple TV, Google TV hoặc Disk Play Blu-ray Sony TV. 5 Mbit / s được khuyến nghị cho nội dung Độ phân giải cao và 9 Mbit / s cho nội dung Độ phân giải siêu cao. Kích thước lưu trữ phương tiện truyền phát được tính từ băng thông phát trực tiếp và độ dài của phương tiện truyền thông bằng công thức sau (đối với một người dùng và tệp) yêu cầu kích thước lưu trữ tính bằng megabyte bằng với độ dài (tính bằng giây) × tốc độ bit (tính bằng bit / s) / (8 × 1024 × 1024). Ví dụ: một giờ video kỹ thuật số được mã hóa ở tốc độ 300 kbit / s (đây là video băng thông rộng điển hình vào năm 2005 và nó thường được mã hóa ở kích thước cửa sổ 320 × 240 pixel) sẽ là: (3.600 s × 300.000 bit / s) / (8 × 1024 × 1024) cần khoảng 128 MB dung lượng lưu trữ.
Nếu tệp được lưu trữ trên máy chủ để phát theo yêu cầu và luồng này được 1.000 người xem cùng lúc bằng giao thức Unicast, yêu cầu là 300 kbit / s × 1.000 = 300.000 kbit / s = 300 Mbit / s băng thông. Điều này tương đương với khoảng 135 GB mỗi giờ. Sử dụng giao thức phát đa hướng, máy chủ chỉ gửi một luồng chung cho tất cả người dùng. Do đó, một luồng như vậy sẽ chỉ sử dụng 300 kbit / s băng thông phục vụ. Xem bên dưới để biết thêm thông tin về các giao thức này. Tính toán cho phát trực tiếp là tương tự. Giả sử rằng hạt giống ở bộ mã hóa là 500 kbit / s và nếu chương trình kéo dài trong 3 giờ với 3.000 người xem, thì phép tính là số MB được chuyển = tốc độ mã hóa (tính bằng bit / s) × số giây × số người xem / (8 × 1024 × 1024). Kết quả của phép tính này như sau: số MB được chuyển = 500 x 1024 (bit / s) × 3 × 3.600 (= 3 giờ) × 3.000 (số người xem) / (8 × 1024 × 1024) = 1.977.539 MB

## Ưu điểm và nhược điểm

### Lợi thế
- Giúp người dùng có thể tận dụng các công cụ tương tác như tìm kiếm video, xem video trending và cá nhân hoá các thể loại.[19]
- Giúp nhà cung cấp đo lường hành vi của người dùng dễ hơn: Xem bao nhiêu phút, xem bằng trình phát nào, có hay quay nhanh/chậm hay không.[19]
- Tiện lợi hơn cho người dùng: không cần thiết phải download về, đỡ tốn thời gian, dung lượng máy.[19]
- Giải quyết được những vấn đề bản quyền: Vì môi trường trực tuyến rất rõ ràng và minh bạch.[19]

### Bất lợi
- Chỉ xem được khi có kết nối internet: Bất lợi đầu tiên tồn tại là chúng ta phải có kết nối internet để truy cập vào máy chủ cung cấp, điều này sẽ hạn chế truy cập cho những cá nhân ở những nơi bị hạn chế kết nối như vùng sâu vùng xa, vùng núi có kết nối kém,...
- Vấn đề an ninh mạng: Sẽ là một rủi ro nếu chúng ta mua từ một nguồn không chính thống hoặc click vào đường link độc, điều này sẽ dẫn đến mất thông tin cá nhân, thậm chí là nhiều vấn đề về tài chính.[20]

Nhìn chung, lợi ích của phát trực tuyến là lớn hơn so với những bất lợi, chưa kể ngày nay những bất lợi ấy là dễ dàng để giải quyết. Và chúng ta không thể phủ nhận những lợi ích, cơ hội tuyệt vời mà phát trực tuyến mang lại.

## Ứng dụng trong tiếp thị

### Sự ảnh hưởng của phát trực tuyến
Nếu ta so sánh giữa việc bỏ thời gian để đọc một blog dài 8-9 trang với xem một video có độ dài tương tự, thì chắc chắn rằng 4 trong 5 người được hỏi sẽ chọn phương án 2. Bởi vậy, lượng nội dung video hàng năm tăng với tốc độ khủng khiếp trên đa nền tảng, ta có thể nhắc tới YouTube làm một ví dụ điển hình.
Livestream là một xu hướng mới trong lĩnh vực tiếp thị, trước khi đào sâu thì thử hỏi một câu hỏi: Tại sao nó lại vượt lên trên những nội dung khác? Thời đại ngày nay, những yêu cầu của người tiêu dùng ngày càng phức tạp, không những muốn tìm hiểu về sản phẩm mà còn là hành vi doanh nghiệp, và ta đang nói đến tất tất cả hành vi (xã hội, con người, câu chuyện thương hiệu,...). Bởi vậy, các thương hiệu ngày càng cần nhiều phương tiện, nhiều điểm chạm hơn để tiếp cận người dùng, khai thác sự thật ngầm hiểu và rồi đáp ứng nó. Rõ ràng, phát trực tuyến mở ra những cơ hội ấy.

### Tương lai của livestream
Dễ dàng tương tác với lượng lớn người dùng: Với hàng tá những ý tưởng độc đáo về phát trực tuyến, Thương hiệu có cơ hội để tiếp cận với một lượng lớn người dùng dù họ là những người không biết thương hiệu, thậm chí họ là những người có nhận diện không rõ ràng trên Internet. Khác với việc tiếp cận khách hàng thông qua một danh mục trên email tiếp thị, phát trực tuyến hay livestream có thể thu hút những người dù ta không biết họ có hứng thú hay không.

## Khí thải nhà kính
Theo một nghiên cứu năm 2019, lượng khí thải nhà kính ròng từ âm nhạc phát trực tiếp được ước tính vào khoảng 200 đến 350 triệu kg mỗi năm tại Hoa Kỳ. Đây là sự gia tăng từ khí thải trong thời kỳ âm nhạc tiền kỹ thuật số, được ước tính là "140 triệu kg vào năm 1977, 136 triệu kg vào năm 1988 và 157 triệu vào năm 2000".
Có một số cách để giảm phát thải khí nhà kính liên quan đến phát nhạc trực tiếp, bao gồm các nỗ lực làm cho các trung tâm dữ liệu trung tính carbon, bằng cách chuyển đổi thành điện được sản xuất từ các nguồn tái tạo. Ở cấp độ cá nhân, việc mua CD vật lý có thể thân thiện với môi trường hơn nếu được phát hơn 27 lần. Một tùy chọn khác để giảm sử dụng năng lượng có thể là tải nhạc để nghe ngoại tuyến, để giảm nhu cầu truyền phát qua khoảng cách. Dịch vụ Spotify có bộ đệm cục bộ tích hợp để giảm sự cần thiết phải lặp lại các luồng bài hát.